# Momotus bahamensis
A Momotus bahamensis a madarak osztályának verébalakúak (Passeriformes) rendjébe és a motmotfélék (Momotidae) családjába tartozó faj.

## Rendszerezése
A fajt William John Swainson angol ornitológus írta le 1838-ban, a Prionites nembe Prionites Bahamensis néven. Egyes szervezetek szerint a diadémmotmot (Momotus momota) alfaja Momotus momota bahamensis néven.

## Előfordulása
Trinidad és Tobago területén honos. Természetes élőhelyei a szubtrópusi és trópusi síkvidéki és hegyi esőerdők, homokos tengerpartok, valamint ültetvények, másodlagos erdők, szántóföldek és vidéki kertek. Állandó, nem vonuló faj.

## Természetvédelmi helyzete
Az elterjedési területe kicsi, egyedszáma viszont stabil. A Természetvédelmi Világszövetség Vörös listáján nem fenyegetett fajként szerepel.